# Scoliacma minor
Scoliacma minor là một loài bướm đêm thuộc phân họ Arctiinae, họ Erebidae.